# Music Instructor
Music Instructor (Мью́зик Инстра́ктор) — немецкий музыкальный проект из города Берлина.
Проект был детищем берлинской продюсерской команды Triple M, состоявшей из Майка Майклса, Марка Доллара и Марка Табака (имена всех трёх начинаются с буквы «М»).
Трек в стиле электропоп под названием «Super Sonic» был записан с идеей вернуться в эпоху брейк-данса 80-х годов, создать что-то на её основе. Благодаря тяжелой ротации видеоклипа на немецком кабельном музыкальном телеканале VIVA и на радио всего за 10 дней с момента выхода 9 марта 1998 года в свет сингла с этой песней он продался в 50.000 экземплярах. Причём в германском чарте он появился на очень высокой позиции — сразу 5-й. В итоге песня породила настоящее возрождение брейкданса.
«Super Sonic» был издан на новом танцевальном лейбле звукозаписи Fuel (подлейбле лейбла EastWest), став для него прекрасным стартом. Как писал журнал «Билборд» в июне 1998 года, по словам представителя лейбла EastWest к тому времени четыре последних релиза группы Music Instructor разошлись в более чем 800.000 экземпляров.
Со следующим за «Super Sonic» синглом «Rock You Body», вышедшим 8 июня 1998 года, группа намеревалась повторить успех.

## Дискография

### Альбомы
- 1996: The World of Music Instructor[англ.]
- 1998: Electric City of Music Instructor[англ.]

### Синглы
| Год  | Название                  | Наивысшие позиции | Наивысшие позиции | Наивысшие позиции | Наивысшие позиции | Сертификации    | Альбом                             |
| Год  | Название                  | AUT               | GER               | NED               | SUI               | Сертификации    | Альбом                             |
| ---- | ------------------------- | ----------------- | ----------------- | ----------------- | ----------------- | --------------- | ---------------------------------- |
| 1995 | «Hymn»                    | 15                | 8                 | 17                | 6                 | - GER: Gold     | The World of Music Instructor      |
| 1996 | «Hands in the Air»        | 40                | 16                | 45                | 15                |                 | The World of Music Instructor      |
| 1996 | «Dance»                   | —                 | 38                | —                 | —                 |                 | The World of Music Instructor      |
| 1996 | «Friends Will Be Friends» | —                 | —                 | —                 | —                 |                 | —                                  |
| 1998 | «Super Sonic»             | 24                | 4                 | —                 | 9                 | - GER: Gold     | Electric City of Music Instructor» |
| 1998 | «Rock Your Body»          | —                 | 9                 | —                 | 23                |                 | Electric City of Music Instructor» |
| 1998 | «Get Freaky»              | 16                | 5                 | —                 | 9                 | - GER: Platinum | Electric City of Music Instructor» |
| 1999 | «Electric City»           | —                 | 12                | —                 | 15                |                 | Electric City of Music Instructor» |
| 1999 | «DJ's Rock Da House»      | —                 | 38                | —                 | 74                |                 | —                                  |
| 2000 | «Super Fly (Upper MC)»    | —                 | 13                | —                 | 36                |                 | —                                  |

## Доп. литература
- Klan, Том 8,Выпуски 377-389 (неопр.). — "Media 6" Publishing, 2004. — С. 453.